# Suberites carnosus
Suberites carnosus är en svampdjursart som först beskrevs av Johnston 1842.  Suberites carnosus ingår i släktet Suberites och familjen Suberitidae.

## Underarter
Arten delas in i följande underarter:
- S. c. novaezealandiae
- S. c. incrustans